# Рогозеро (озеро, Пудожский район)
Рогозеро — пресноводное озеро на территории Кубовского сельского поселения Пудожского района Республики Карелии.

## Общие сведения
Площадь озера — 2,3 км², площадь водосборного бассейна — 44,4 км². Располагается на высоте 135,4 метров над уровнем моря.
Форма озера дугообразная, продолговатая: оно на два с половиной километра вытянуто с юго-запада на северо-восток. Берега каменисто-песчаные, местами заболоченные.
Из юго-западной оконечности озера вытекает река Нижний Рогой, впадающая в реку Суму, которая является притоком реки Водлы, впадающей в Онежское озеро.
Ближе к юго-западной оконечности Рогозера расположен один небольшой остров без названия.
Населённые пункты и автодороги вблизи водоёма отсутствуют.
Код объекта в государственном водном реестре — 01040100411102000019526.